# Abu'l-Hasan Asaf Khan
Abu'l-Hasan poi nominato dall'imperatore moghul Jahangir come Asaf Khan (1569 circa – Bundi, 12 giugno 1641) è stato il Gran visir (primo ministro) del quinto imperatore moghul Shah Jahan ..
In precedenza aveva ricoperto l'incarico di vakil (il più alto ufficio amministrativo moghul) di Jahangir. Asaf Khan è forse meglio conosciuto per essere stato il padre di Arjumand Banu Begum (meglio nota con il suo titolo Mumtaz Mahal), la consorte principale di Shah Jahan e fratello maggiore dell'Imperatrice Nur Jahan, la consorte principale di Jahangir.

## Famiglia
Asaf Khan era il figlio del nobile persiano Mirza Ghiyas Beg (popolarmente noto con il titolo di Itimad-ud-Daulah), che fu Primo Ministro dell'imperatore Jahangir. Ghiyas Beg era originario di Teheran ed era il figlio più giovane di Khvajeh Mohammad-Sharif, un poeta e visir di Mohammad Khan Tekkelu e suo figlio Tatar Soltan, che era il governatore della provincia del Khorasan safavide. La madre, Asmat Begum, era la figlia di Mirza Ala-ud-Daula Aqa Mulla.
Entrambi i suoi genitori erano discendenti da famiglie illustri: Ghiyas Beg di Muhammad Sharif e Asmat Begum del clan Aqa Mulla. La famiglia di Asaf Khan era arrivata in India impoverita nel 1577, quando suo padre, Mirza Ghiyas Beg, fu portato al servizio dell'Imperatore Akbar ad Agra.

## Matrimonio
Nella sua prima giovinezza, sposò Diwanji Begum, figlia di un nobile persiano, Khwaja Ghias-ud-din di Qazvin. La coppia ebbe almeno cinque figli: quattro femmine, Arjumand Banu Begum (in seguito nota come Mumtaz Mahal), Malika Banu Begum, Parwar Begum e a Begum, e un figlio, Shaista Khan. 
Arjumand sposò il terzo figlio di Jahangir, il principe Khurram (in seguito noto come Shah Jahan) e nel 1612 ne divenne la moglie più amata. Parwar Begum Mohtashim Khan, figlio del fratello adottivo di Jahangir, Qutubuddin Koka.

## Governatore di Lahore

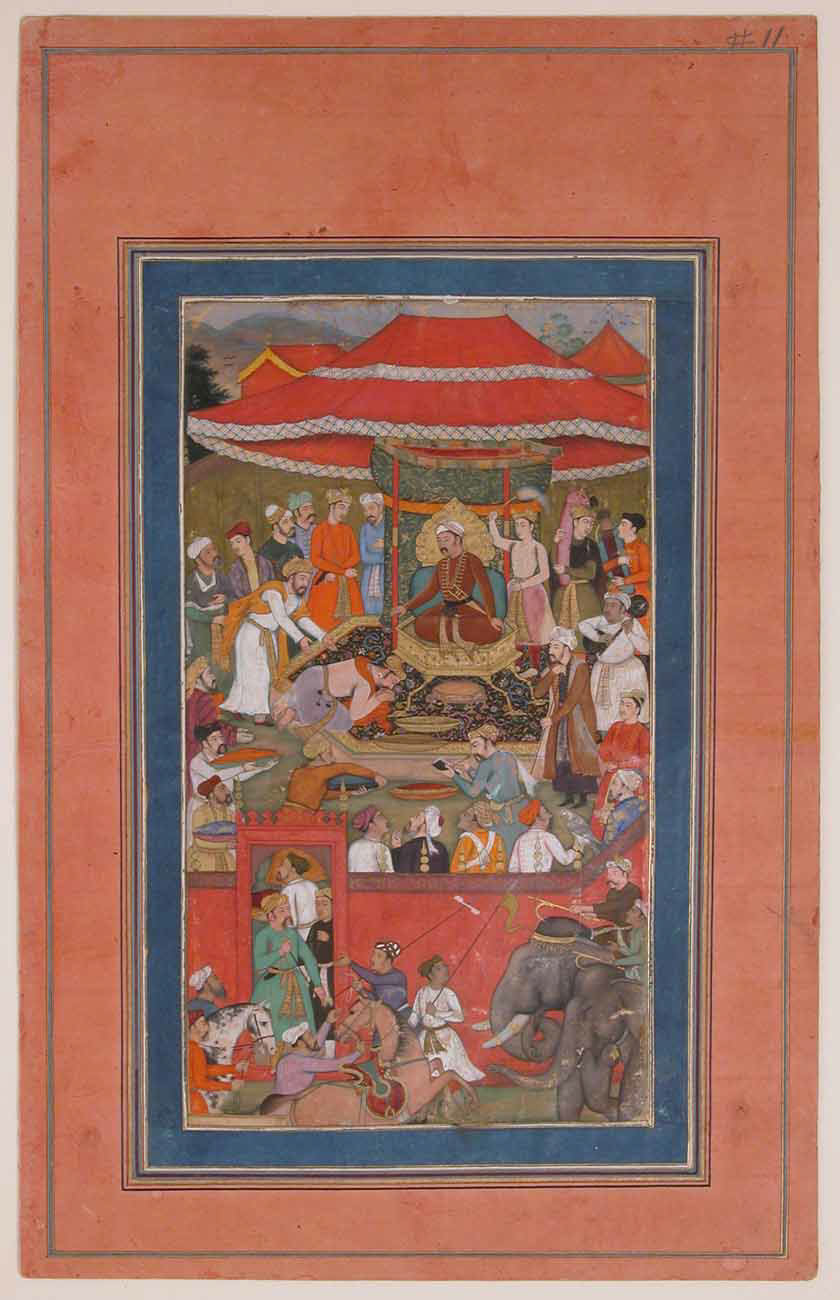
Asif Khan fa delle offerte

Mirza Abul Hasan Asaf Khan fu nominato governatore di Lahore dall'imperatore Jahangir nel 1625. Dopo la scomparsa di Jahangir, nel 1627, fu determinante per l'ascesa al potere di suo genero Shah Jahan alleandosi con Dawar Bakhsh (nipote di Jahangir, figlio di Khusrau Mirza) e sconfiggendo l'imperatore in carica Shahryar (genero di sua sorella Nur Jahan, sposato con sua figlia dal precedente matrimonio con Sher Afgan) in una battaglia vicino a Lahore. Asaf Khan godette di una posizione ancora più elevata rispetto al regno precedente e la mantenne fino al 1632, quando fallì l'assedio di Bijapur e da quel momento sembra avesse perso il favore.

## Posizioni
- Gran visir (Wazir-e-Azam dell'Impero moghul) - (1628–41)
- Subehdar di Lahore (1625–27)
- Subehdar di Gujrat Subah (1630–39)
- Faujdar di Gagron (Malwa Subah) - (1635–41)

## Luogo di morte e sepoltura

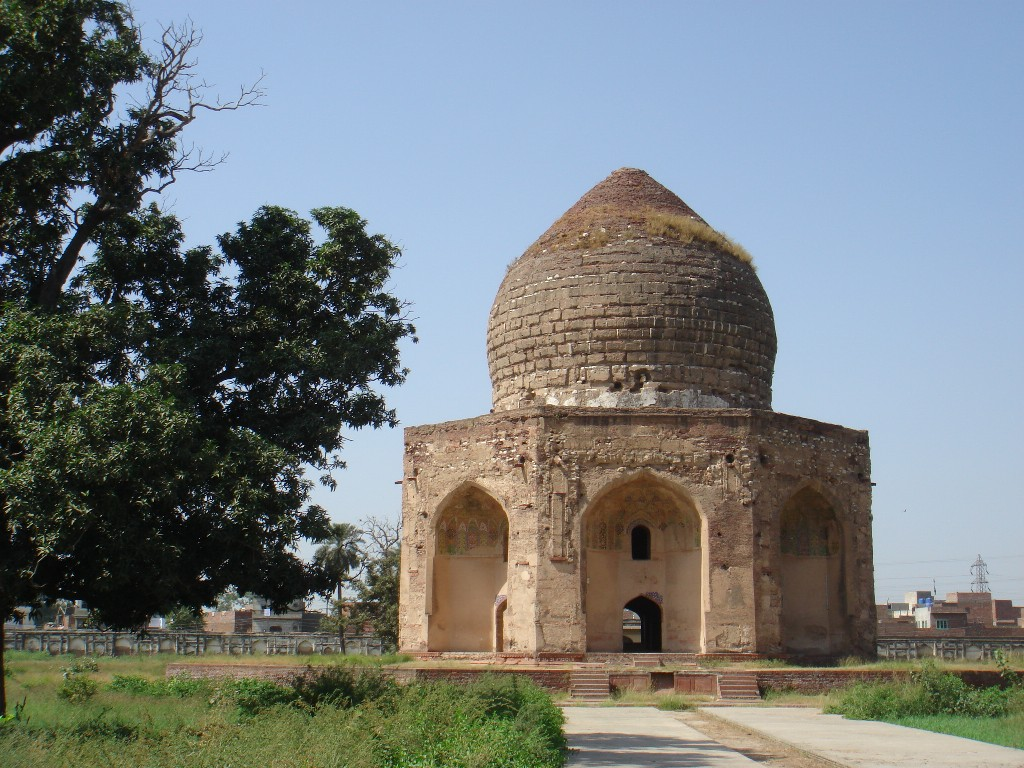
Tomba di Asaf Khan a Lahore

Asaf Khan morì il 12 giugno 1641 mentre era impegnato nella lotta contro le forze del ribelle Raja Jagat Singh Pathania. Lasciò un'immensa fortuna, nonostante le 250.000 sterline spese per il suo palazzo a Lahore. La sua tomba fu costruita a Shahdara Bagh, Lahore, secondo gli ordini di Shah Jahan. Si trova a ovest della tomba di Nur Jahan e adiacente alla tomba di Jahangir.